# Cerf dans la culture

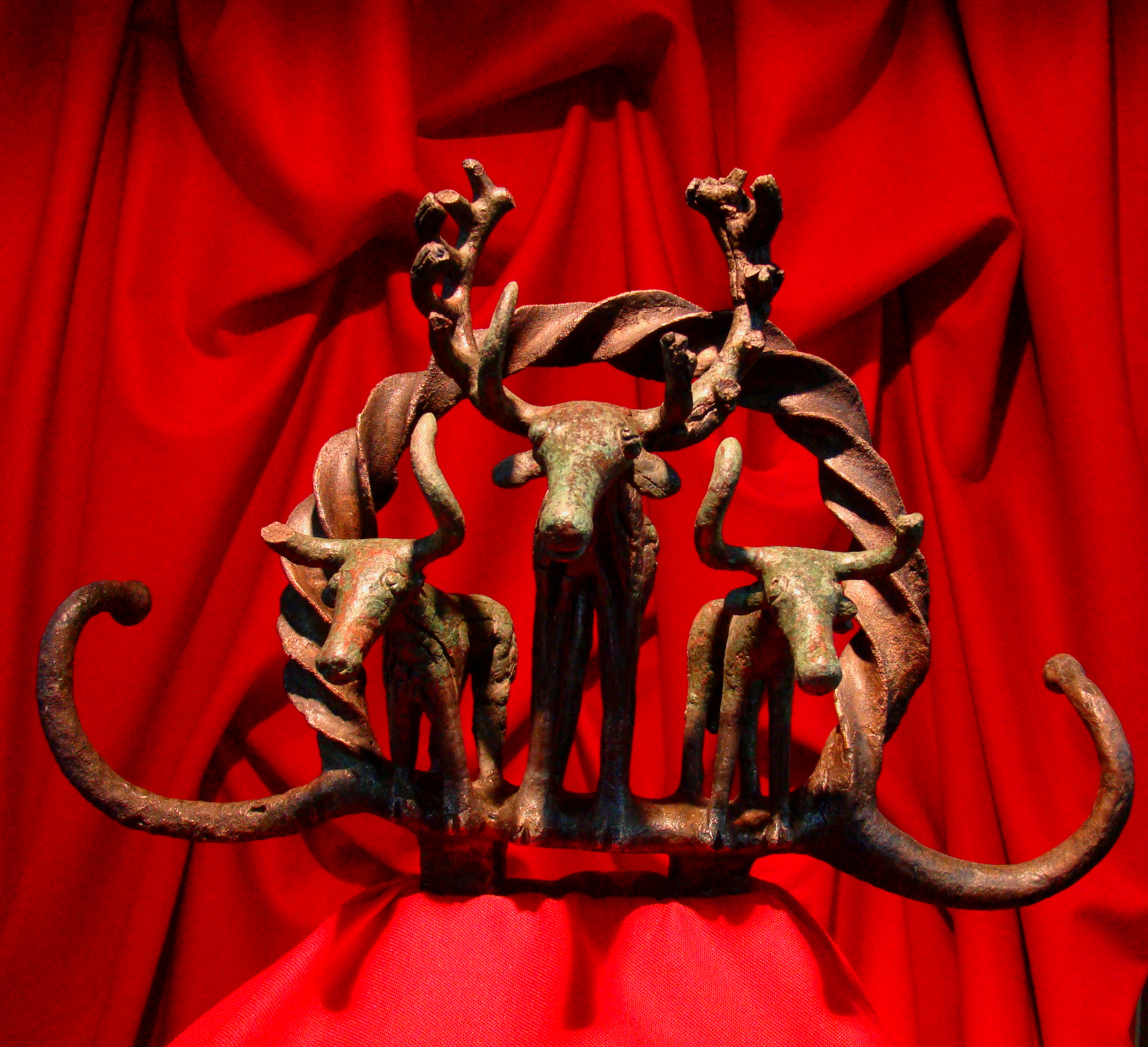
Étendard animalier provenant d'Alacahöyük (art hittite).

Le cerf dans la culture est présent dans de nombreux récits, contes ou légendes, chez tous les peuples qui l'ont côtoyé ou chassé depuis la préhistoire. Il a donc joué un rôle important du Maghreb, de l'Europe, de l'Asie et via le Détroit de Béring, de l'Amérique du Nord. Ce sont les bois qui ornent son front qui en ont fait un animal mythique par leur majesté et leur renouvellement périodique considéré comme un symbole de fertilité, de mort et de renaissance. La puissance de son brame et le caractère tumultueux de ses amours s'ajoutent au mythe et témoignent du renouvellement continu de la vie dans de nombreuses traditions religieuses. Ce fut l'un des animaux les plus représentés de la Préhistoire, à l'Antiquité puis au cours du Moyen Âge dans les miniatures et enluminures ornant une grande partie des livres et traités de chasse lui ont été consacrés.

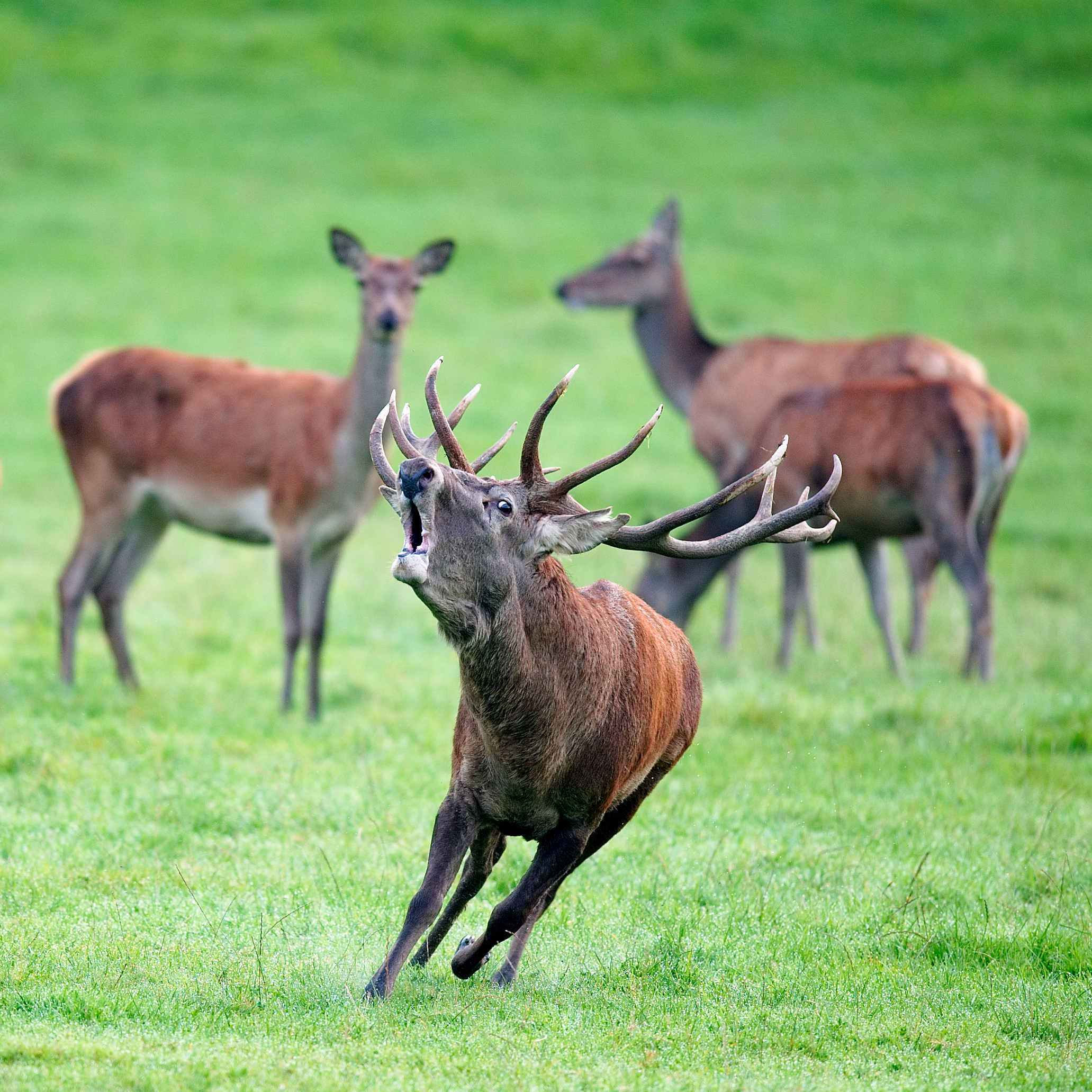
Brame du cerf

Pierre Moinot en préface à son Anthologie du cerf en souligne les raisons : 

« Voici donc l'animal porteur d'une forêt de symboles, tous apparentés au domaine obscur de la force vitale. Et d'abord ses bois, cette ramure dont le nom, la forme et la couleur semblent sortir des arbres et que chaque année élague comme un bois sec, chaque année les refait pour donner la preuve visible que tout renaît, que tout reprend vie ; par la chute et la repousse de ces os branchus qui croissent avec une rapidité végétale, la nature affirme que sa force intense n'est qu'une perpétuelle résurrection, que tout doit mourir en elle et que pourtant rien ne peut cesser. Aussi a-t-elle lié les bois du cerf à l'élan dont elle est tout entière la pérennité. La profusion de la sève qui les nourrit rejoint en lui la richesse de la semence, de sorte qu'il représente l'immémoriale vigueur fécondante, la puissance d'une inlassable sexualité. Son brame les met en scène d'une façon qui frappe l'imagination des hommes. Aussi a-t-on pris l'animal comme l'expression de la virilité, et par là de la puissance, puis de la suprématie. Pendant des siècles, cerf et seigneur ont été voués l'un à l'autre, il a été fait noble, un interdit frappait sa viande, son braconnage était puni de mort. Seuls les rois des hommes pouvaient chasser le roi des forêts »

Écu aux armes royales : D’azur semé de fleurs de lys d’or, au cerf d’argent brochant sur le tout

— Pierre Moinot, Anthologie du cerf
.

## Préhistoire
Depuis des temps immémoriaux[Quand ?], le cerf est omniprésent dans les légendes et contes tant profanes que religieux de tous pays où cet animal mythique a sollicité les imaginations.

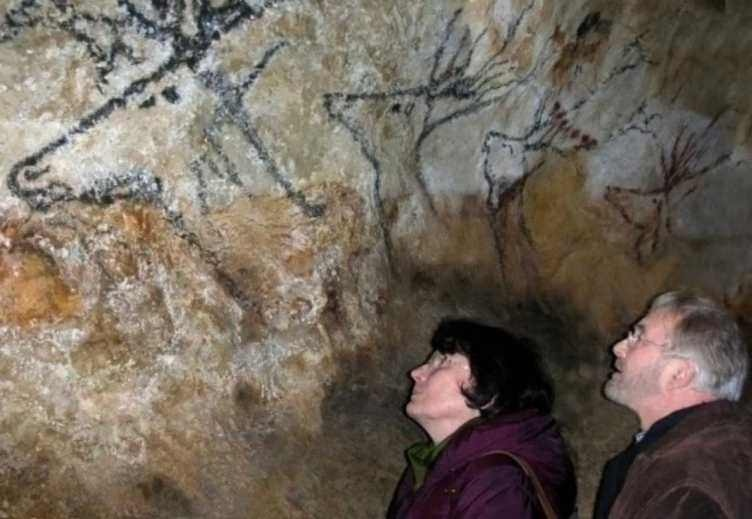
Brigitte et Gilles Delluc devant les cerfs de Lascaux

Le cerf apparaît au paléolithique supérieur (entre 35 000 et 10 000 ans avant notre ère) sur les parois de grottes comme celles Lascaux, Niaux, Chauvet, Altamira en tant qu'animal de chasse.

## Mythes et légendes hongroises

Le cerf magique (Csodaszarvas) (Musée national hongrois)

Il devient même le Csodaszarvas (de), le cerf magique de la mythologie hongroise, où il a joué un double rôle. Tout d'abord, il fut considéré comme l'ancêtre maternel des tribus des Huns et du peuple hongrois. Puis cette divinité fut déchue de son statut de déesse-mère pour devenir l'ancêtre mâle des mêmes[source insuffisante].
Une légende veut que Hunor et Magor (de) partirent une fois chasser avec leurs hommes. Ils étaient sur la piste d'une bonne proie, quand ils aperçurent un cerf et se mirent à le poursuivre. En dépit de tous leurs efforts pour le forcer, ils n'y parvinrent point avant le crépuscule. Ils s'installèrent pour camper. Le lendemain, ils virent à nouveau le cerf magique et continuèrent à le poursuivre. Finalement, le cerf les conduisit vers une nouvelle et riche terre où ils décidèrent de s'installer et de se marier. Les descendants de Hunor furent les Huns, ceux de Magor les Magyars.

## Mythes et légendes celtes

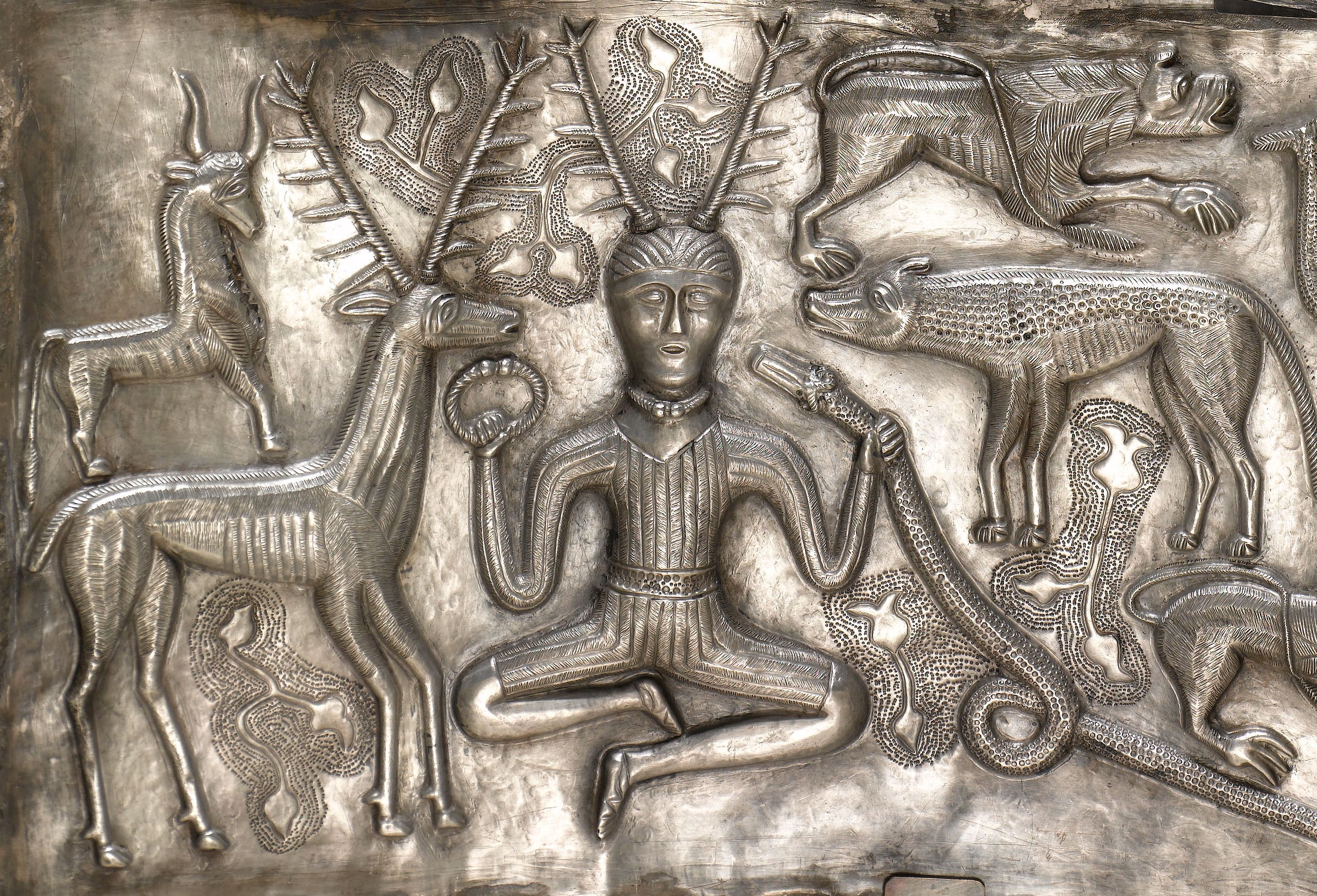
Cernunnos sur le chaudron de Gundestrup

Cernunnos, le Cornu, est un dieu gaulois qui porte des bois de cerf et un torque. Dieu de la virilité, des régions boisées et de la régénération, il est souvent accompagné d'un serpent à tête de bélier et d'un cerf,. Bien qu'on ait plusieurs représentations, son nom n'est attesté que par une unique inscription gallo-romaine : celle du pilier des Nautes de Paris, conservée au musée de Cluny. On le retrouve sur le chaudron de Gundestrup. Tout comme le cerf magique, Cernunos figure la puissance du culte masculin « qui s'est répandu lentement dans la préhistoire en complément – et non en opposition – du culte de la Déesse Mère, la Terre-Mère dans son aspect positif de donneuse de vie ».
En tant que dieu de la régénération de la vie, il connaît une nature cyclique: il apparaît au solstice d'hiver, se marie à la fin du printemps et meurt au solstice d'été. Puis à Samain il sort des Enfers pour se lancer dans sa Chasse Sauvage,. Selon l'archiviste paléographe Anne Lombard-Jourdan, le dieu père des Gaulois auquel Jules César donne le nom d'un dieu romain, Dis Pater, nom archaïque de Pluton, pourrait être Cernunnos. Le cerf serait aussi lié au souffle. La représentation de Cernunnos, dieu mi-humain, mi-animal, cesse apparemment au IIe siècle de notre ère. Mais elle aurait pu perdurer sous d'autres formes puisque certains voient dans la cohorte des saints bretons semi-légendaires, saint Herbot, saint Edern et saint Théleau, tous traditionnellement représentés comme chevauchant un cerf, ses héritiers. Quant à saint Cornély, il serait tout simplement le dieu celte christianisé[réf. à confirmer].
Déjà comme l'a noté Paul Delatour dans son étude : « Le caractère tumultueux des amours du cerf pour transmettre la vie, ainsi que le renouvellement annuel de ses bois, lui ont fait revêtir le sens du renouveau, de la conversion, de l'immortalité et de la vie éternelle ».

## Mythes et légendes gréco-romaines

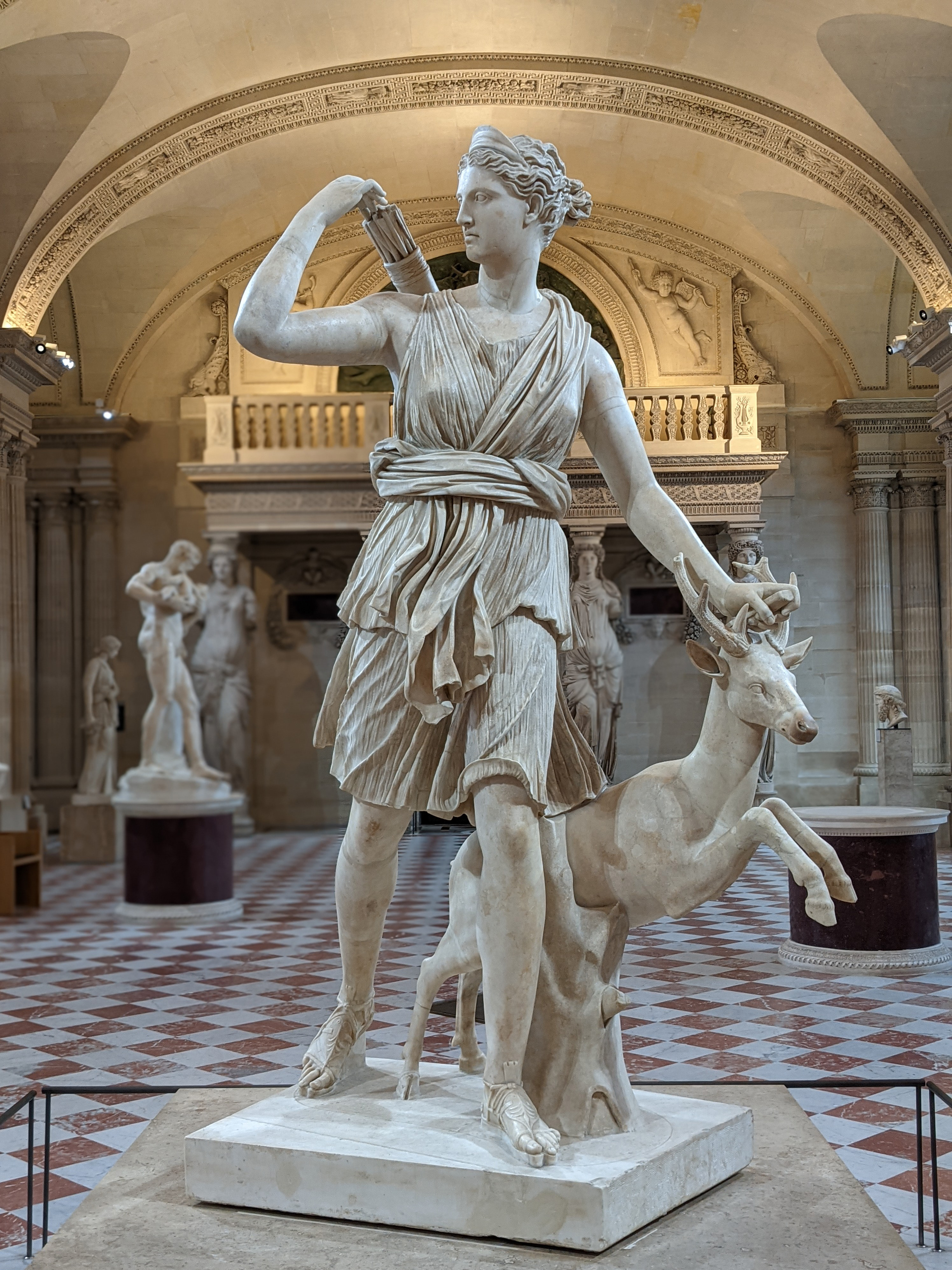
Statue de la Déesse Diane accompagné d'un cerf (Diane de Versailles, musée du Louvre)

Actéon, chasseur habile, surprend, au cours d’une chasse, la déesse Artémis dans son bain qui le transforme en cerf. Il meurt déchiré par ses chiens. La psychologie post-jungienne, interprète le mythe comme symbole de transformation spirituelle et d'illumination mystique. Pour Jean-Paul Sartre, Actéon symbolise l’hybris de la curiosité humaine. Il appelle « complexe d'Actéon » le complexe du savant, semblable au « chasseur qui surprend une nudité blanche et qui la viole de son regard ». Les poètes dépeignent Diane, déesse de la chasse dans la mythologie romaine, après son assimilation à la déesse Artémis du panthéon grec, tantôt sur un char traîné par des biches ou des cerfs blancs, tantôt montée elle-même sur un cerf, tantôt courant à pied avec son chien, et toujours entourée de ses nymphes, armées comme elle d'arcs et de flèches.

## L'ère chrétienne

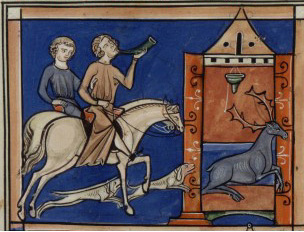
Dagobert chassant le cerf

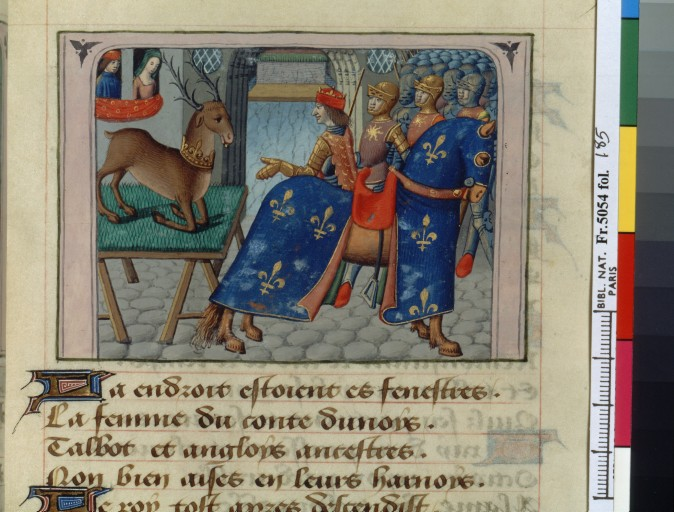
Miracle du cerf de Rouen. Miniature issue du manuscrit de Martial d'Auvergne, Les Vigiles de Charles VII, vers 1484, BNF, f.185

### Symbolique chrétienne
- Dans le Physiologus, composé au IIe siècle de notre ère, le cerf était assimilé au Christ. Quant à Bède le vénérable, il en faisait l'image du chrétien et Raban Maur le comparaît à l'homme innocent[1]. Le cerf, symbole du Christ, apparaît dans la vie des saints tels que saint Patrick, sainte Hélidie, dite Alyre, sainte Begge[16] ou Julien l'Hospitalier.
- Le psaume 42 (41) compare le cerf assoiffé à l'âme assoiffée de Dieu :

Comme un cerf assoiffé

Recherche les courants

Et les ruisseaux,

Mon âme a soif de Dieu, du Dieu vivant

Quand irai-je et paraitrai-je devant la face de Dieu?

Lié par la mystique chrétienne au psaume 63 (62)  (Ô Dieu ! tu es mon Dieu, je te cherche ; mon âme a soif de toi, mon corps soupire après toi, dans une terre aride, desséchée, sans eau) ce psaume fait du cerf le symbole de l'âme désireuse du face à face avec Dieu :
Roland et le pape Clément VI par exemple sont enterrés drapés dans un linceul en peau de cerf.
Les récits médiévaux le font figurer souvent dans les scènes bibliques, au Paradis, parmi les animaux dans l'Arche de Noé. Durant le Moyen-Âge un changement s’opère dans la hiérarchie bestiale le cerf se voit accorder une place majeure tandis que le lion, l’ours et le sanglier perdent leur aura des siècles passés. La société chrétienne joue un rôle essentiel dans ce virement de situation : elle voit dans la chute et la repousse annuelle des bois du cerf la Résurrection du Christ.

### Culture profane
- Le cerf est également représenté dans de nombreux épisodes du cycle arthurien (Erec et Enide, par exemple) et il est une des métamorphoses favorites de Merlin, ce dernier étant un personnage christianisé, il s'agit là vraisemblablement d'une survivance du paganisme passée dans le conte[19].

#### Survivance de la symbolique celtique?
L'image celtique du cerf blanc messager du monde invisible semble avoir perduré jusqu'aux textes historiques ou littéraires des débuts du Moyen Âge relatifs à la vie des rois ou des personnages célèbres. Tout au long du Moyen Âge, le cerf – tout comme la biche – apparaît tel un révélateur des vérités recherchées par l'homme:

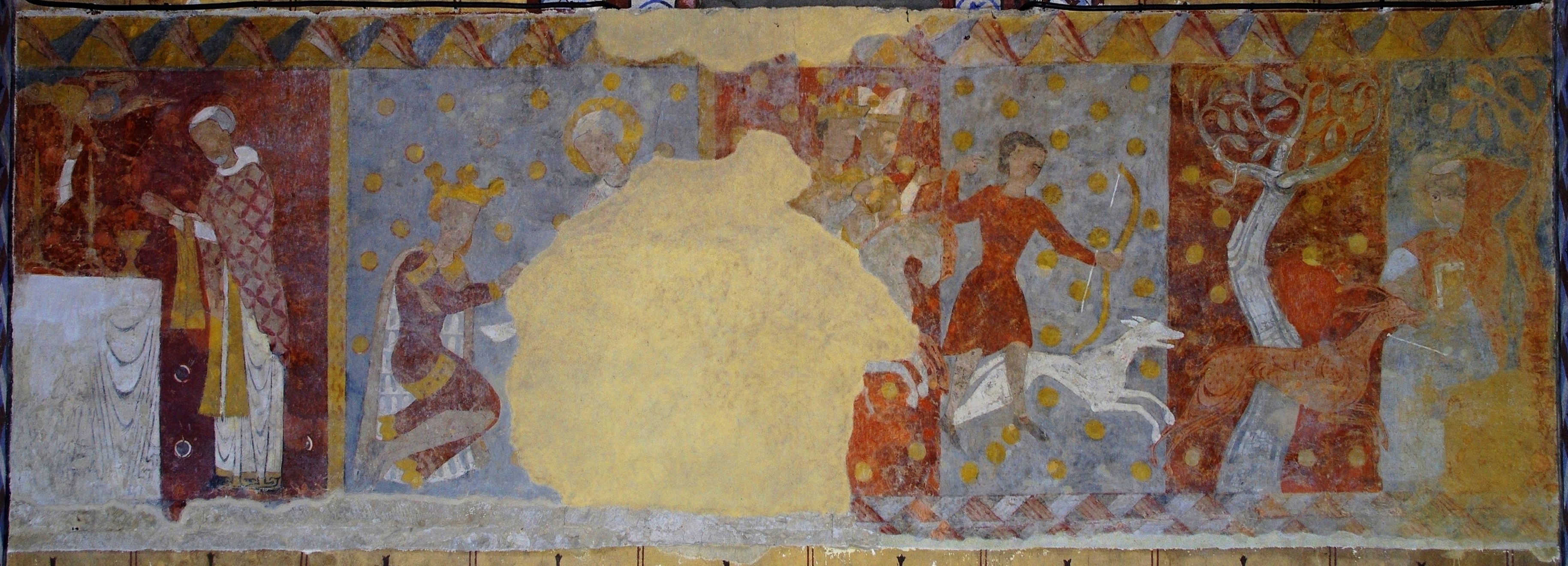
Légende de Saint Gilles dans l'église Saint Nicolas de Civray.

- Une biche fit découvrir la retraite de saint Gilles aux officiers du roi Wamba (673), tandis qu'un cerf indiquait à Dagobert le lieu où reposaient les reliques de saint Denis[3].
- Toujours aux temps mérovingiens, saint Hubert, chassant un Vendredi Saint rencontre un cerf blanc avec une croix entre les bois qui lui reproche de ne penser qu'à la chasse au point d'oublier le salut de son âme.

La blanche biche est un thème récurrent des légendes médiévales.

#### Propagande royale
Le cerf (en général blanc) est souvent le signe de la faveur dont jouit celui qui bénéficie de sa vision :
- En l'an 507, une biche montra à Clovis un gué sur la Vienne qui permit au roi chrétien de marcher sur les hérétiques wisigoths d'Alaric II et de les vaincre à la bataille de Vouillé.
- Dès le XVe siècle, le cerf entre dans l'emblématique royale de France. Charles VI fait du cerf ailé son emblème de prédilection, comme relaté par Philippe de Mézières dans le Songe du vieil pèlerin. Ses successeurs, Charles VII et Louis XII, ainsi que la branche princière des ducs de Bourbon[20],[21], le choisissent comme support de leurs armes. À la même époque, Richard II, roi d'Angleterre, adopte pour bannière le cerf blanc reposant sur une terrasse herbue[1].

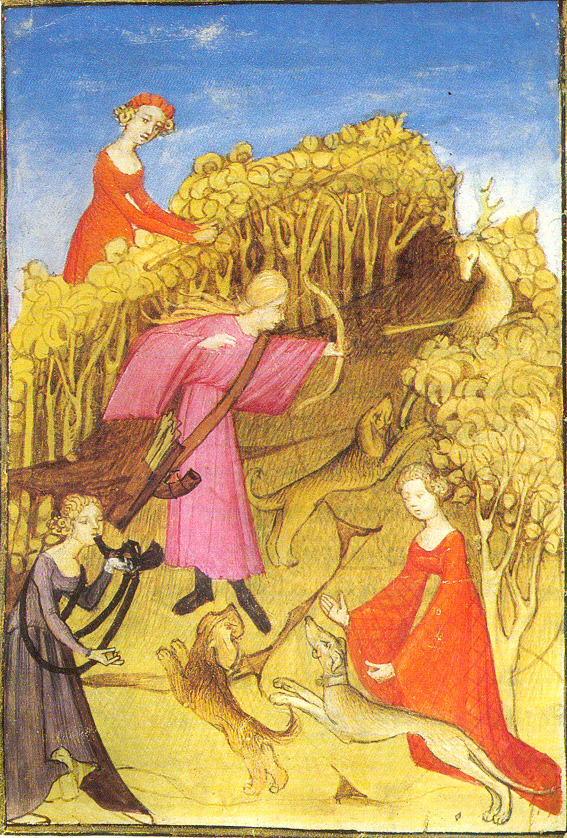
Femmes médiévales chassant le cerf.

Le cerf, symbole royal, symbole de victoire du roi de France :
- Sur la Tapisserie des Cerfs ailés, tissée à la fin du XVe siècle, deux cerfs qui s'apprêtent à entrer dans enclos symbolisant le royaume de France, sont les figures de la Normandie et de la Guyenne, deux provinces reprises aux Anglais après les victoires de Formigny (1450) et de Castillon (1453) à l'issue de la guerre de Cent Ans.

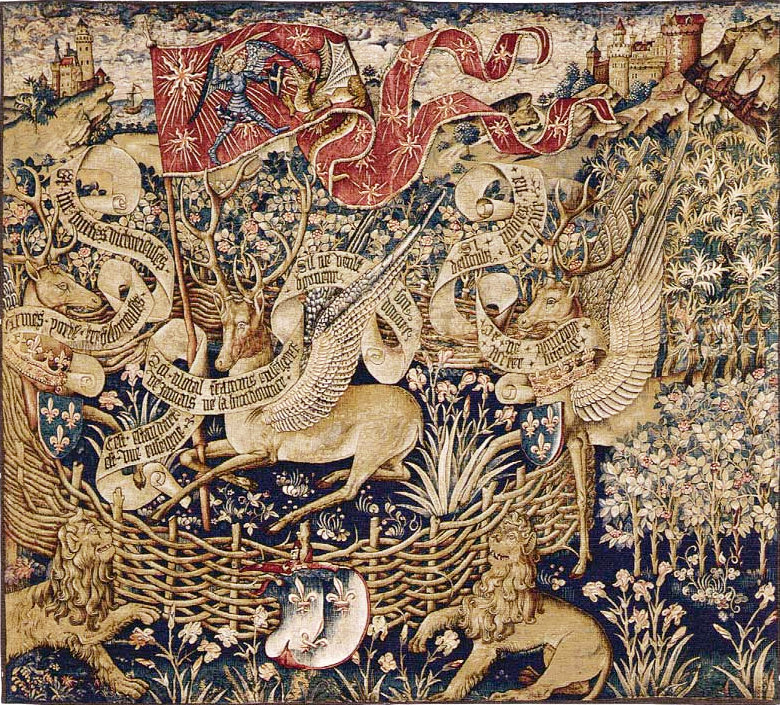
La Tapisserie des Cerfs ailés.

#### Roi des forêts, gibier des rois
- Animal royal, le cerf est la figure obligée des scènes de chasse[22], il apparaît notamment dans le traité de chasse de Gaston Fébus[23] et le pape Clément VI avait fait peindre une fresque dans son cabinet de travail, la Chambre du cerf[24] au Palais des papes d'Avignon.

#### Pharmacopée
- Il est à noter que jusqu'au XVIe siècle, le bois de cerf, coupé en tranches et frit, passait pour un régal de roi. En outre, la corne de cerf moulue se vendait chez les épiciers. Elle servait à préparer des gelées et entremets. Le cerf fut même paré de vertus roboratives[réf. nécessaire].

## Contes et récits européens

### Légende de saint Hubert

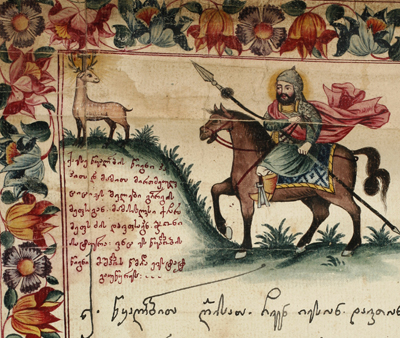
Saint Eustache, enluminure d'un manuscrit de Tbilissi.

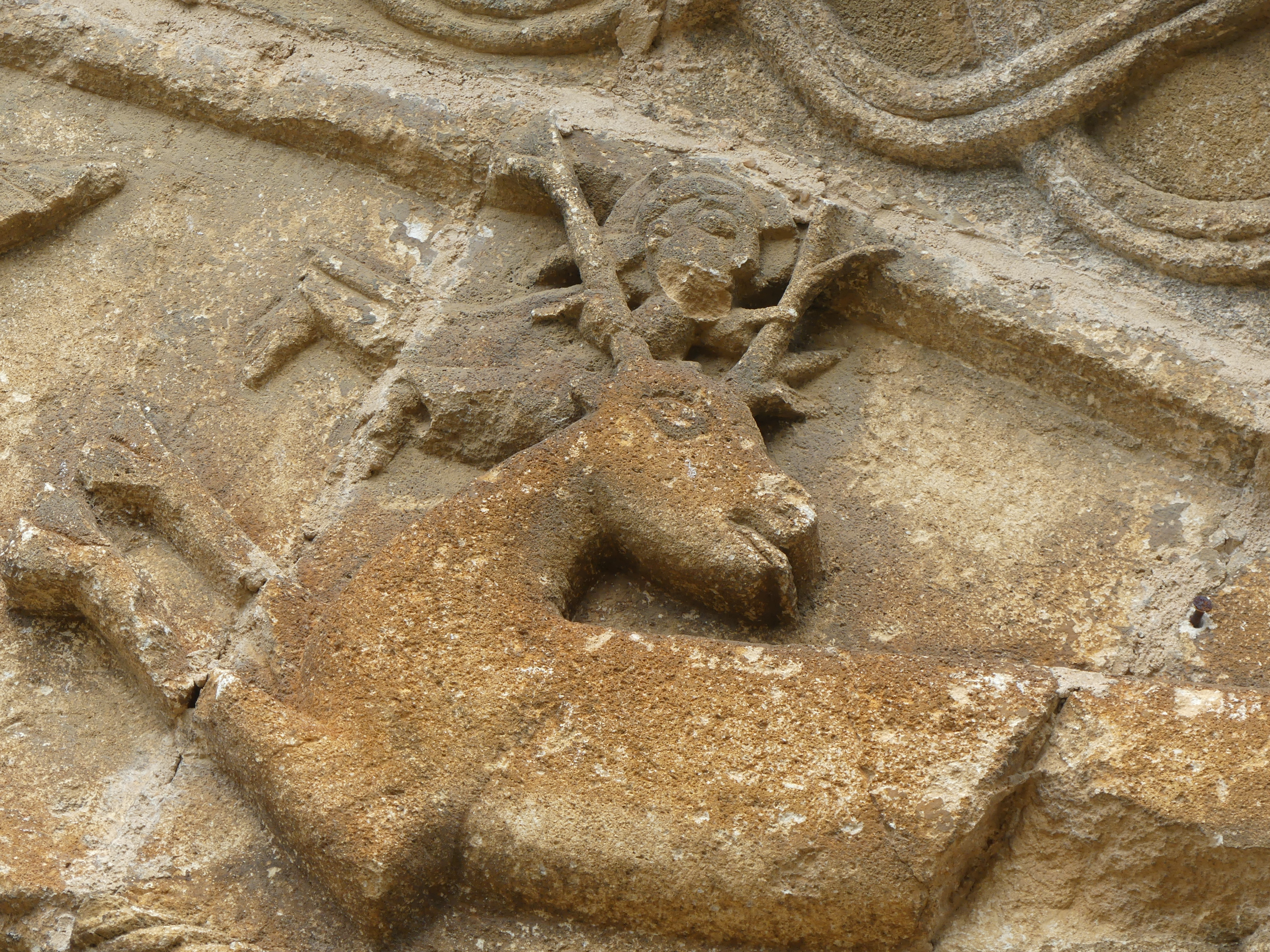
Chasse de St Eustache XIIe siècle, Besse (Dordogne). Ici c'est Jésus qui apparaît entre les bois du cerf.

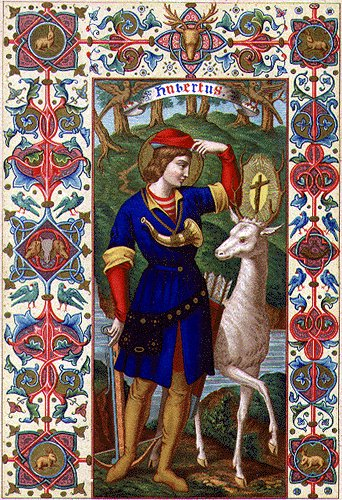
Saint Hubert et le cerf blanc.

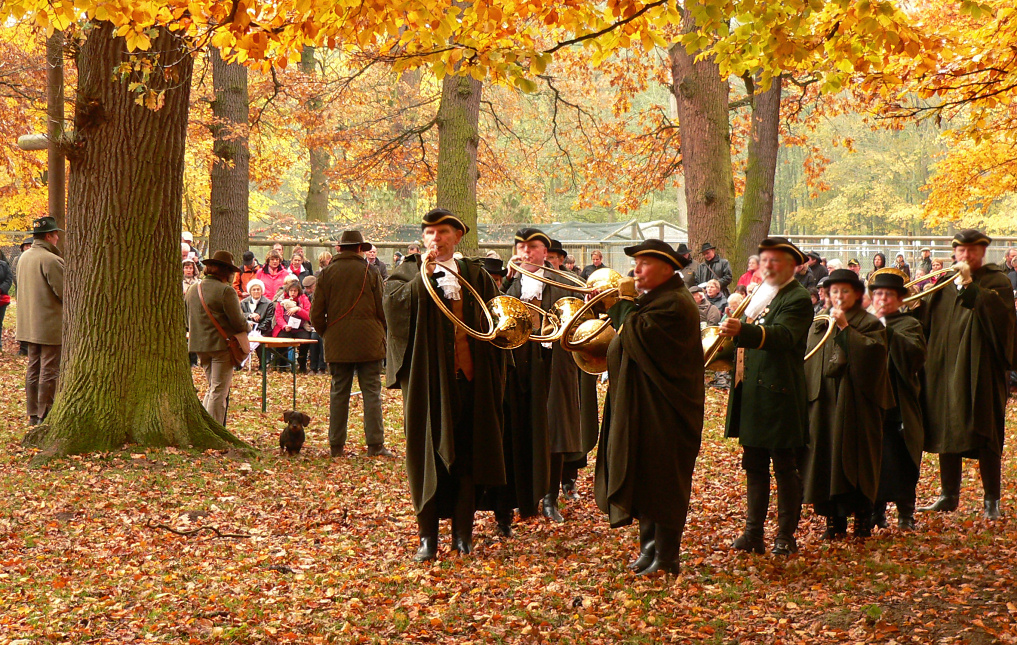
Sonneurs de trompe lors d'une messe de la Saint-Hubert.

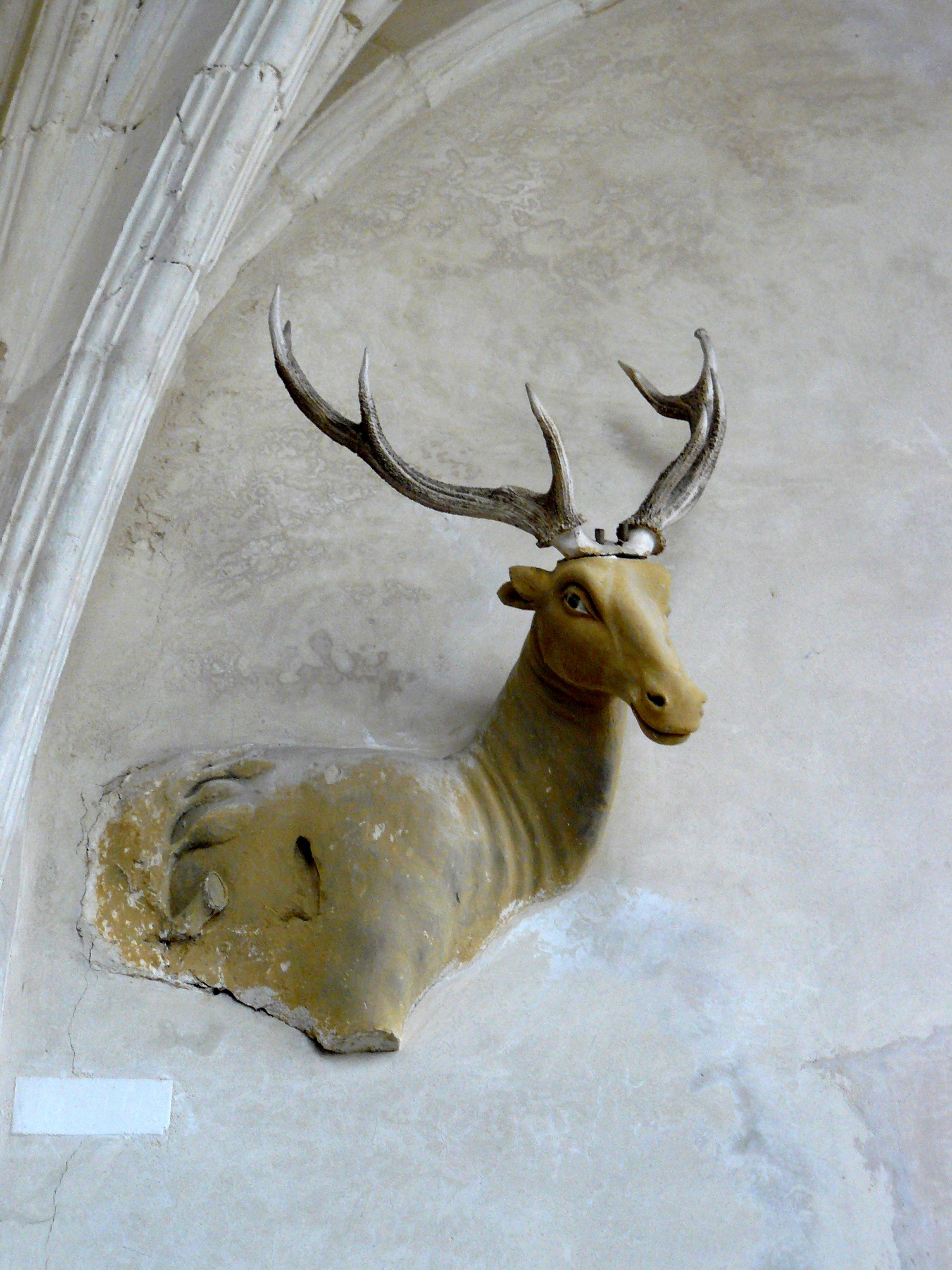
Cerf émergeant du mur de l'église Saint-Étienne de Vignory (Haute-Marne).

En réalité, il y a deux légendes où le cerf, symbole du Christ, parle et pousse à la conversion. Au fil du temps, l'une a chassé l'autre[source insuffisante]. Telle fut initialement l'aventure de Placidius, un romain illustre par sa naissance, ses richesses et sa valeur militaire. Il poursuivait à la chasse un cerf, quand soudain l’animal s’arrêta et son poursuivant vit entre ses ramures le Christ crucifié. Le cerf lui parla de son salut et l’invita à se faire baptiser, ce qu'il fit avec son épouse et leurs deux enfants. Placide aurait reçu, après sa conversion, le nom d'Eustache. Devenu général, il revint victorieux d’une expédition, mais refusa de rendre grâces aux dieux et à l'empereur de ce triomphe. Ce qui lui valut d'être arrêté et exposé aux lions avec les siens. « Ils furent alors enfermés dans un bœuf d’airain incandescent, et consommèrent leur martyre par ce supplice » affirme le Martyrologe. Le récit de ce martyre apparaît uniquement à partir du VIIIe siècle et serait, selon le médiéviste Alain Boureau, une création de l'époque carolingienne. Eustache est l'un des quatorze saints auxiliateurs. Il aurait vécu vers l'an 130, avec sa femme et ses deux fils. On le fête le 20 septembre. Saint Hubert (656-727), est contemporain de la diffusion de cette légende. La sienne ne commença à prendre forme qu'à partir du XVe siècle, soit huit siècles après la mort de l'évêque de Liège. Avec le recul, elle apparaît comme un simple copier-coller de celle d'Eustache.
Sa légende a traversé les âges et exerce toujours un attrait incontestable. Saint Hubert, le futur patron des chasseurs, commençait à chasser, un cerf blanc dix-cors quand celui-ci bondit d'un fourré, s'arrêta net et se retourna. Ce fut alors que son chasseur vit entre ses bois un crucifix. L'animal se présenta alors comme étant le Crucifié et lui demanda de se convertir. Dans la légende, cette apparition est expliquée par le fait qu'Hubert avait osé chasser un vendredi saint. Mais d'après un autre récit, l'événement aurait eu lieu le jour de Noël.

Dans la construction de cette légende, il n'est pas indifférent de noter qu'elle fait apparaître un cerf dix-cors pour marquer « le symbolisme avec les dix commandements reçus au mont Sinaï par Moïse, pour inviter l'Humanité à se tourner vers Dieu ». Et que le cerf, et particulièrement le cerf blanc, est devenu dans l'iconographie médiévale le symbole du Christ ou son envoyé.
Cette scène, tant de fois reproduite, tant par l'art religieux que par l'art populaire, est devenue un poncif et il serait bien difficile de représenter Hubert autrement que descendu de cheval et agenouillé devant le cerf miraculeux qui porte un crucifix entre sa ramure.
Devenu évêque de Liège, il mourut le vendredi 30 mai 727, âgé de 71 ans. D'abord enseveli à Liège, sa dépouille fut transportée, en 825, à l'abbaye d'Andage qui devient désormais l'abbaye Saint-Pierre-Saint-Paul de Saint-Hubert. Le 3 novembre, jour de sa canonisation, la fête de Saint-Hubert est célébrée les chasseurs par de grandes chasses.

Logotype de Jägermeister.

Dans son étude consacrée à cette légende, Paul Delatour constate en conclusion : « Dans le cas de saint Hubert, l'apparition du cerf, n'est pourtant pas le fait du hasard. Avec un rapport sans doute heureux mais plutôt fortuit avec le fait que Hubert pratiquait la chasse, le cerf est d'un symbolisme constant dans l'iconographie chrétienne primitive. Depuis les psaumes jusqu'aux peintures des catacombes de Rome (Saint Calixte, Domitille), aux basiliques paléochrétiennes, et bien au delà plus proche de nous, l'image du cerf étanchant sa soif à la fontaine - la source de vie - renouvelant tous les printemps la magnificence de ses bois - fait clairement écho à la fameuse formulation de saint Paul dépouiller le vieil homme pour revêtir l'homme nouveau » (Col.3 :5-11).

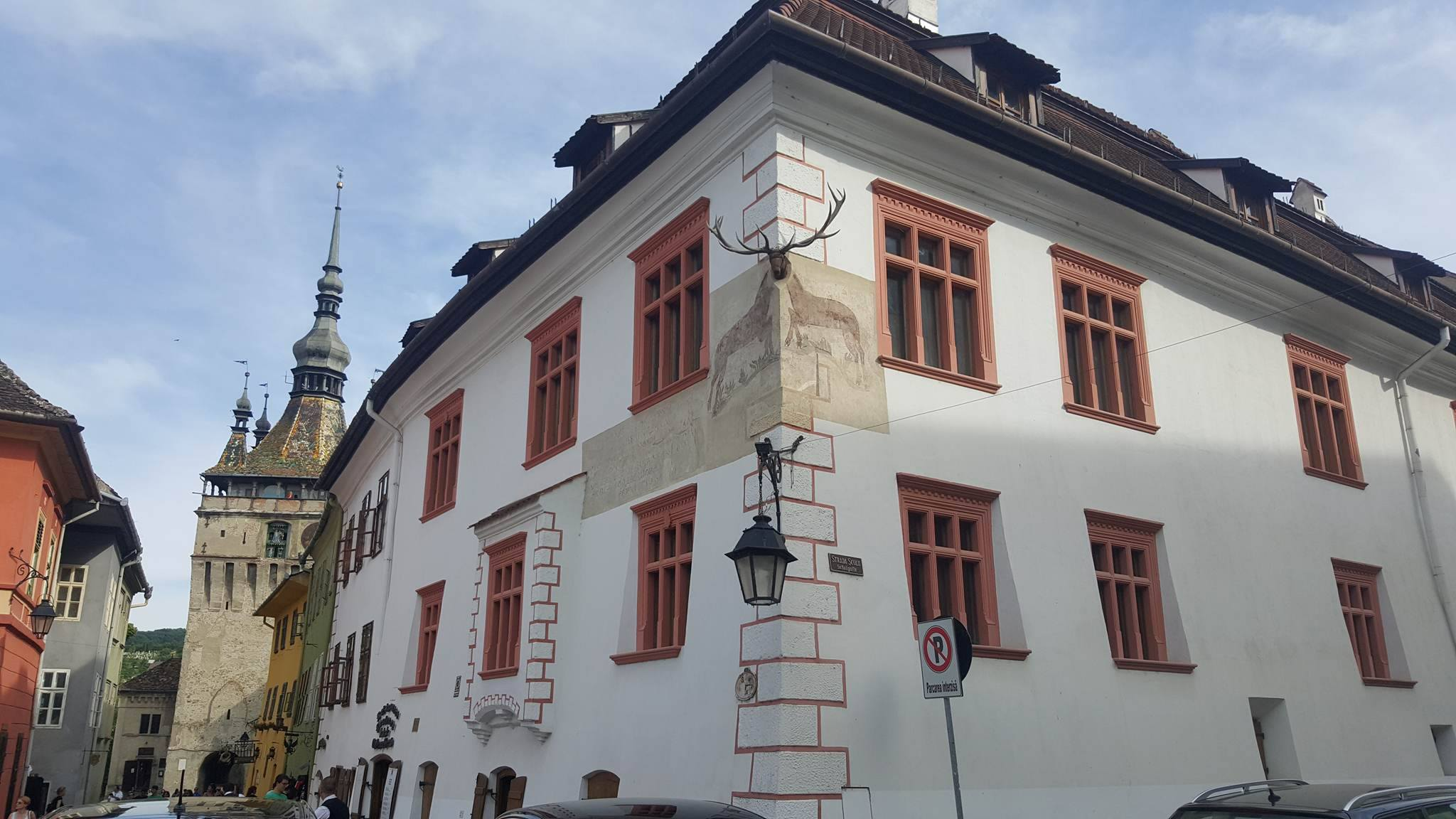
Tête de cerf à l'angle de la Maison du Cerf à Sighișoara en Roumanie

Le motif du cerf portant une croix entre ses bois a été repris comme logotype pour la liqueur Jägermeister (le « maître chasseur »).

### Autres contes et récits traditionnels européens
Le cerf apparaît dans de nombreux récits et contes merveilleux européens. On le trouve par exemple dans le Lai de Tyolet (XIIe siècle ou XIIIe siècle). Dans les Contes de Grimm, un cerf blanc joue un rôle important dans le conte intitulé Le Cercueil de verre (Der gläserne Sarg, KHM 163), où il s'agit d'une jeune homme ensorcelé, qui combat au début du conte un sorcier qui a lui-même pris la forme d'un taureau noir. Un cerf, chassé en vain, apparaît aussi dans Les Enfants d'or (Die Goldkinder, KHM 85) et dans Les Deux Enfants royaux (De beiden Künigeskinner, KHM 113).

## Traditions amérindiennes
Le cerf, ou son équivalent le daim, apparaît notamment dans les traditions des Autochtones d'Amérique, qui manifestent dans leurs danses et leur cosmogonie le lien du cerf et de l'arbre de vie. Parfois, dans l'art autochtone, l'arbre est représenté comme sortant des bois fourchus de l'animal. L'effigie du dieu Soleil des Hopis est taillée dans une peau de daim.

## Croyances asiatiques

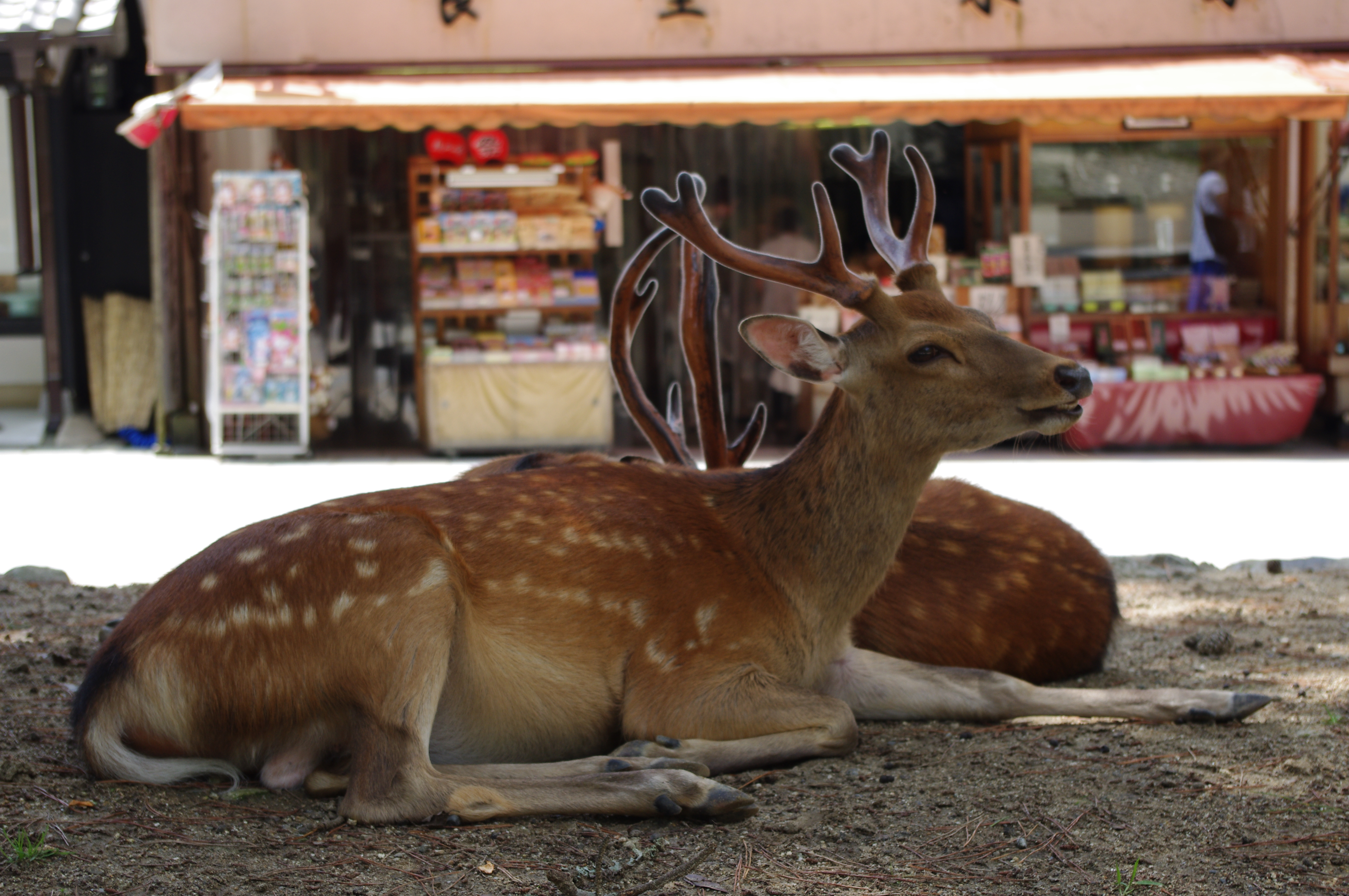
Cerfs sika en liberté à Nara.

Dans la Chine ancienne et au Cambodge, le caractère solaire du cerf apparaît sous un aspect maléfique : il y est lié à la sécheresse. Au Japon, les cerfs et les biches de Nara évoquent au contraire une idée de pureté primordiale et sont considérés comme des animaux protecteurs de la cité.
Le cerf est associé à la sagesse, à l'agilité, à la fertilité et aux pouvoirs surnaturels dans la mythologie turque. Dans certaines des premières tombes turques, des figurines de cerfs ont été trouvées.

## Cerf dans la fiction

### En littérature
- 2019 : La Tentation, roman de Luc Lang.
- 2020 : Les Grands Cerfs, roman de Claudie Hunzinger.

### Au cinéma
- 1942 : Bambi de David Hand.
- 1946 : La Belle et la Bête de Jean Cocteau
- 1978 : Voyage au bout de l'enfer de Michael Cimino.
- 1986 : Maus de Art Spiegelman : anthropomorphisme des suédois
- 1990 : Saint Seiya, Actéon chevalier du Cerf
- 1997 : Princesse Mononoké de Hayao Miyazaki.
- 1999 : Fantasia 2000, avec L'Oiseau de feu.
- 1999 : Une histoire vraie, de David Lynch.
- 2004 : Harry Potter et le Prisonnier d'Azkaban de Alfonso Cuarón.
- 2005 : The Chronicles of Narnia: The Lion, the Witch and the Wardrobe.
- 2006 : Les Rebelles de la forêt de Jill Culton, Roger Allers et Anthony Stacchi (en).
- 2006 : The Queen, de Stephen Frears.
- 2012 : Blanche-Neige et le Chasseur de Rupert Sanders.
- 2012 : Les Revenants de Fabrice Gobert.
- 2013 : Le Hobbit : La Désolation de Smaug de Peter Jackson.
- 2013 : Hannibal de Bryan Fuller.
- 2014 : Le Prophète, de Jacques Audiard.
- 2014 : True Detective, de Nic Pizzolatto.
- 2014 : The Leftovers, de Tom Perrotta et Damon Lindelof.
- 2015 : Cendrillon, de Kenneth Branagh.
- 2015 : The Returned de Carlton Cuse.
- 2016 : Stranger Things de Duffer Brothers.

### En arts plastiques

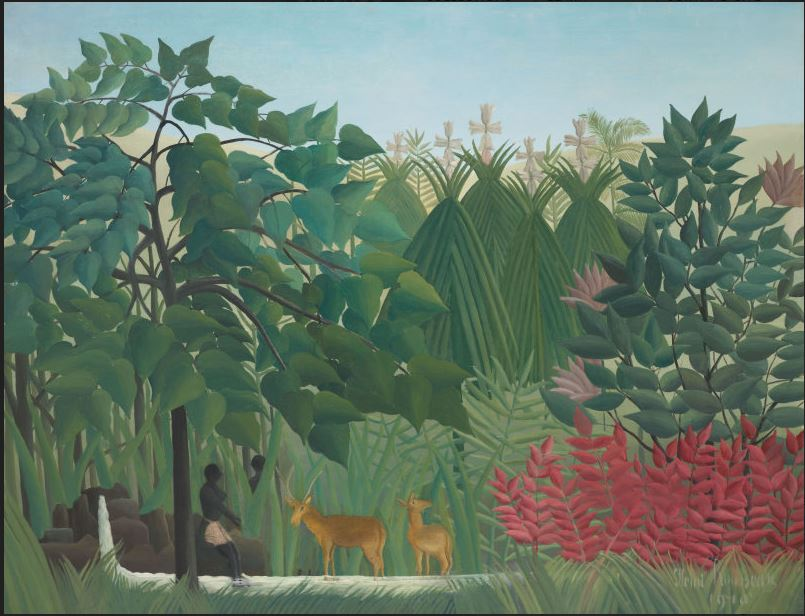
Henri Rousseau, La Cascade (1910)

Le cerf est aussi le sujet d'œuvres d'art de :
- Diego Vélasquez, Trophée de chasse, v. 1626
- Gustave Courbet, L'Hallali du cerf, 1867
- Auguste Caïn, Cerf assis, 1890
- François Pompon, Grand cerf, 1929
- Frida Kahlo, Le Cerf blessé, 1946
- Wim Delvoye, Trophy, 2000
- Erik Nussbicker , Le Cerf, 2008
- DALeast. Street Stag, 2013
- Myeongbeom Kim, Untitled (Deer), 2013
- Julian Salaud, Printemps (nymphe de cerf), 2013
- Gloria Friedmann, Play-Back d'Eden, 2013
- Marion Laval-Jeantet et Benoît Mangin (Art Orienté Objet), Cornebrame, 2013
- Ghyslain Bertholon, Vanitas, 2015
- Mathieu Valade, Trophee, 2015
- Katia Bourdarel, Bambi forever, 2016
- Jean-Marie Gaspar, "L'appel de la forêt" ou "cerf bramant", 1899